# Hubertus van Hove

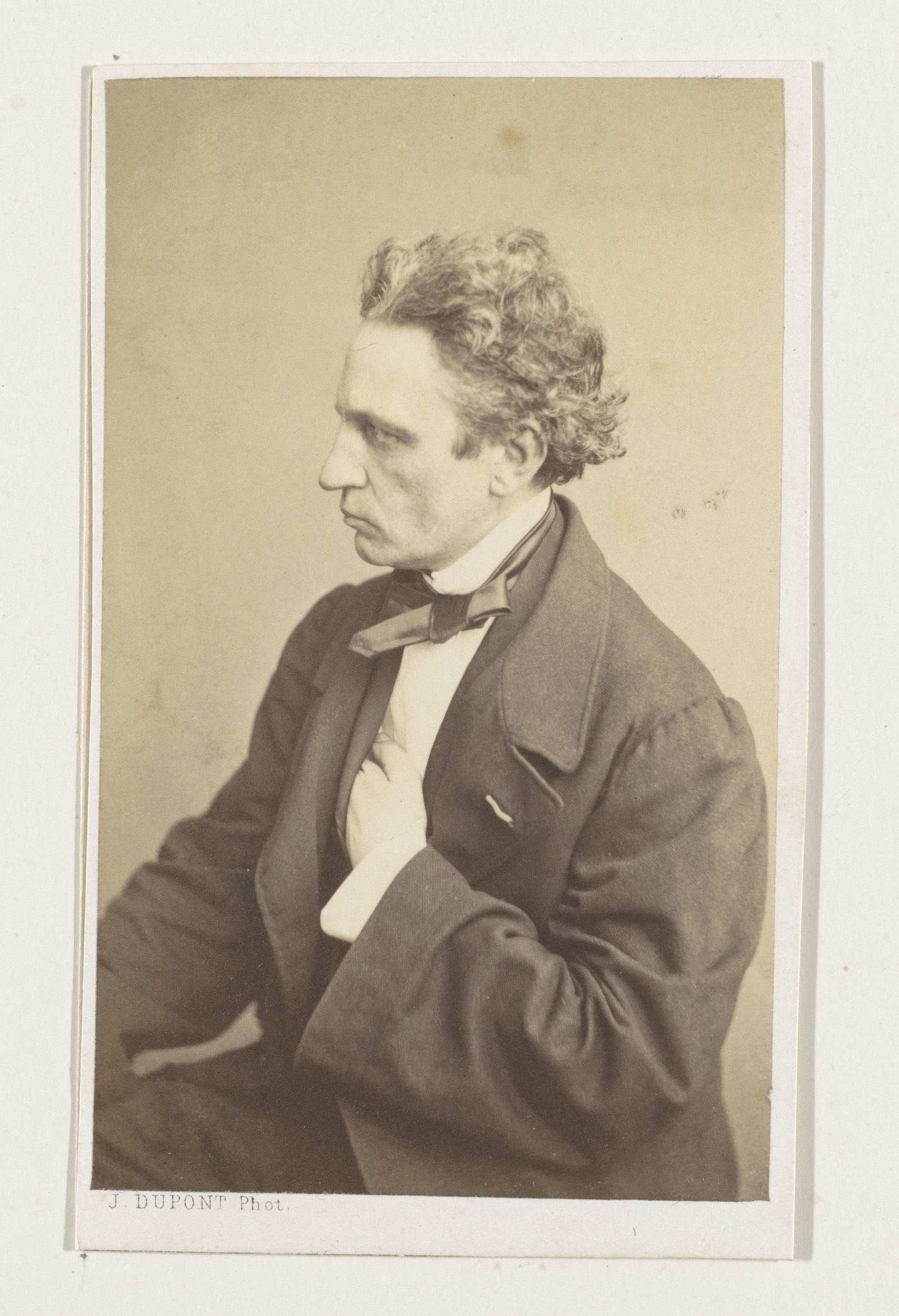
Hubertus van Hove

Hubertus van Hove (auch Huib van Hove, * 13. Mai 1814 in Den Haag; † 14. November 1865 in Antwerpen) war ein niederländischer Genremaler, Radierer und Aquarellist.
Hubertus van Hove war als Sohn des Malers Bartholomeus Johannes van Hove und Bruder von Johannes Huybertus van Hove geboren. Er wurde im Atelier seines Vaters u. a. zusammen mit seinem Bruder und Johannes Bosboom ausgebildet. Er half seinem Vater beim Malen von Bühnenbildern für das Königliche Theater in Den Haag. Später wurde er auch Schüler von Hendrik van de Sande Bakhuyzen.
Van Hove begann als Landschaftsmaler, wechselte später zur Genremalerei. Der Einfluss von Pieter de Hooch ist erkennbar. Nach dem Vorbild seines Vaters arbeitete er in einem romantischen Stil, aber mit einer klar realistischen Neigung. Er bevorzugte helle Farben. Er machte auch Radierungen und Aquarelle.

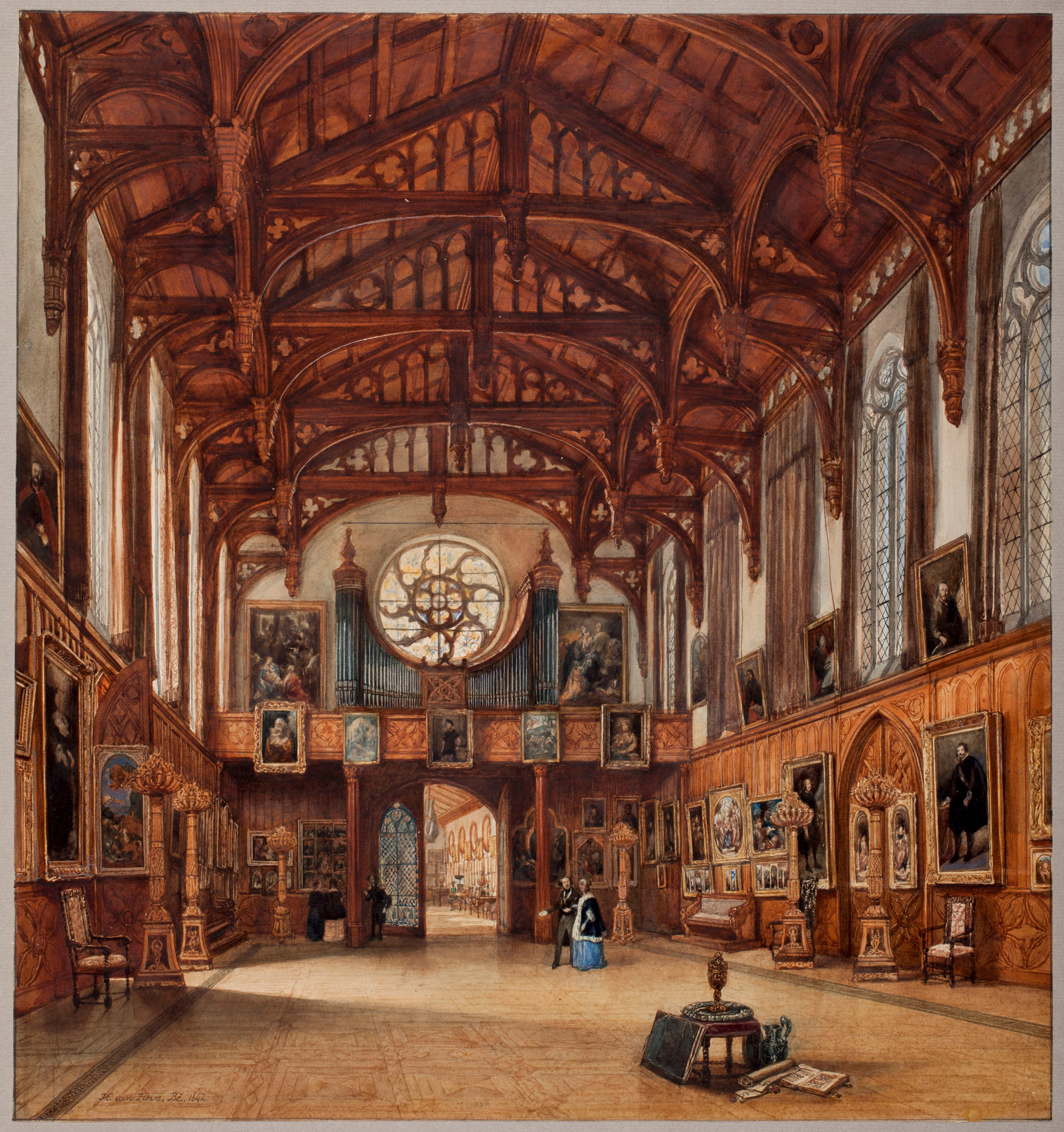
Die gotische Halle

Als Lehrer an der Haager Koninklijke Academie van Beeldende Kunsten unterrichtete Van Hove mehrere Maler der Haager Schule, darunter Jacob Maris, Christoffel Bisschop, Hendricus Johannes Scheeres, Johannes Anthonie Balthasar Stroebel und Maurits Leon. 
Später zog er aus steuerlichen Gründen nach Antwerpen, wo er auch an der Koninklijke Academie voor Schone Kunsten unterrichtete. 
Seine Arbeiten befinden sich unter anderem in den Sammlungen des Rijksmuseums Amsterdam (auch viele grafische Arbeiten), des Teylers Museums, des Museum Boijmans Van Beuningen, des Kröller-Müller Museums und außerhalb der Niederlande im British Museum.